# Alliance (Surinam)
Alliance es una localidad de Surinam. Se encuentra ubicada sobre la margen derecha del río Surinam en el distrito de Commewijne. Antiguamente la zona era una plantación. Entre 1936 a 1956 el gerente fue G.N. Gummels.
Su economía se basa en la agricultura, principalmente cítricos y bananos,
cuya producción es comercializada en Paramaribo. Entre sus plantaciones se hallan 2136 javaneses, siendo la tercera localidad del país más poblada de javaneses.
La localidad se encuentra conectada por vía fluvial con Alkmaar.